# 안드레아 사바츠키
안드레아 사바츠키(Andrea Sawatzki, 1963년 2월 23일 ~ )는 독일의 배우이다.

## 출연 작품
- 클레오: 시간을 되돌리는 기적 (2019)
- 리틀 페어런트 (2018)
- 완벽한 주인 (2018)
- 캐스팅 (2017)
- 베를린의 연인 (2012)
- 서든리 지나 (2007)
- 부서진 유리 (2002)
- 엑스페리먼트 (2001)
- 팬티 속의 개미 (2000)
- 인생은 공사장 (1997)
- 밴디트 (1997)
- 마피아의 꽃 크랙 커넥션 (1991)